# Аникеев, Иван Николаевич
Иван Николаевич Аникеев (12 февраля 1933, пос. Свобода, Центрально-Чернозёмная область — 20 августа 1992, Бежецк, Тверская область) — советский лётчик-истребитель, член первого отряда космонавтов СССР, Военный лётчик 2-го класса.

## Биография
Родился 12 февраля 1933 года. В  июне 1952 года окончил 10 классов средней школы № 12 города Лиски.
11 июля 1952 года был призван в ряды Вооруженных Сил СССР Лискинским районным военным комиссариатом Воронежской области.
Окончил Ейское военно-морское авиационное училище им. И. В. Сталина в 1955 году, затем в 1956 году — курсы в 114-м учебном истребительном авиационном полку 12-го Военно-морского авиационного училища в городе Куйбышев (ныне Самара).
С 18 августа 1956 года служил в морской авиации летчиком 255-го истребительного авиационного полка 91-й истребительной авиационной дивизии ВВС Северного флота, дислоцированном в посёлке Килп-Ярве, Мурманской области. С 25 октября 1956 года служил лётчиком-оператором, с 30 ноября 1957 года — старшим лётчиком-оператором, а с 18 декабря 1957 года — старшим лётчиком 524-го истребительного авиационного полка 107-й истребительной авиационной дивизии ВВС Северного Флота, дислоцированном в городе Североморск-2, Мурманской области. Летал на самолете Як-25.
В 1960 году в числе двадцати был отобран для подготовки к космическому полёту. 7 марта 1960 года был зачислен в первый отряд советских космонавтов, в который из двадцати кандидатов отобрали 12 человек. Проходил подготовку к космическому полёту на корабле «Восток». После прохождения курса подготовки, 3 апреля 1961 года, успешно выдержал экзамен. 4 апреля 1961 года Иван Аникеев был зачислен в космонавты.
В 1961—1963 годах учился в ВВИА им. Н. Е. Жуковского (учёбу не завершил из-за отчисления из отряда космонавтов и перевода в другую часть).
17 апреля 1963 года отчислен из отряда космонавтов за нарушение дисциплины. Вместе с товарищами по отряду космонавтов Григорием Нелюбовым и Валентином Филатьевым, находясь в нетрезвом состоянии, оказали сопротивление военному патрулю на железнодорожной станции Чкаловская. Не имел опыта космических полётов.
После отчисления из отряда космонавтов Иван Аникеев продолжил службу в Военно-воздушных силах. С 2 июля 1963 года Иван Аникеев служил старшим лётчиком в Дорохово (Бежецкий район Тверская область), а с 6 ноября 1965 года — штурманом наведения командного пункта 611-го ИАП 3-го корпуса ПВО в городе Бежецк Тверской области. В сентябре 1975 года он вышел в запас в звании капитана авиации. Являлся военным лётчиком второго класса и штурманом наведения КП второго класса, был награждён орденом Красной Звезды (за участие в подготовке первого полёта человека в космос) и шестью медалями. Также был инструктором парашютно-десантной подготовки, совершил 89 прыжков с парашютом.
После выхода в отставку проживал в городе Бежецк Калининской области. Увлекался музыкой и театром. Умер от рака 20 августа 1992 года на 60-м году жизни. Похоронен на Новом городском кладбище в Бежецке.